# Henrik Rømeling
Henrik Rømeling (17. februar 1911 i København – 30. juli 1970) var en dansk søofficer.
Han var søn af toldkontrollør C.W. Rømeling og hustru Gerda f. Bruun (død 1936), blev student fra Østre Borgerdydskole 1930, søløjtnant II 1935 og kaptajnløjtnant 1940. Rømeling var i den engelske flåde 1944-45 og indgik i Den Danske Flotille, blev orlogskaptajn 1947 og var adjudant hos H.M. kong Frederik IX 1947-50. Han blev medlem af den danske delegation i Den nordeuropæiske Planlægningsgruppe i London 1950, midlertidig kommandørkaptajn og medlem af staben hos den øverstkommanderende for de fælles forsvarsstyrker i Nordeuropa 1951, kommandørkaptajn samme år, chef for kadetskibet Holger Danske i 1953, chef for Kattegats marinedistrikt i Frederikshavn fra 1954. Han var Ridder af Dannebrog og bar mange andre ordener.
Rømeling blev gift 1. gang 22. september 1935 (ægteskabet opløst 1943) med Pia Margherita Bracony (18. oktober 1913 i Hamburg – ), datter af musikpædagog Alberto Bracony (død 1946) og hustru Ellen f. Lyngbye (død 1942); 2. gang ægtede han 26. juni 1947 Inga Høyrup (4. juli 1919 i København – ), datter af ingeniør, cand. polyt. Svend Høyrup (død 1951) og hustru Gudrun f. Hornbech Rasmussen (død 1954).